# Айер, Алфред Джулс
Сэр Алфред Джулс А́йер (англ. Alfred Jules Ayer; 29 октября 1910 года, Лондон — 27 июня 1989 года, там же) — английский философ-неопозитивист, представитель аналитической философии — по некоторой оценке, — один из ведущих философов середины XX века.

## Биография
Мать Айера — Рейне Ситроен (Reine Citroën, 1887, Антверпен — ?) — происходила из известного голландского еврейского семейства Ситроен, владевшего автомобильной компанией во Франции; его отец — Джулс Айер (Jules Louis Cyprien Ayer, 1867—?) — был швейцарского происхождения и работал в финансовых учреждениях семьи Ротшильд.
Получил образование в Итоне и оксфордском Крайст-Чёрч-колледже, где и начал свою преподавательскую деятельность с 1933 года после годичного (с 1932 г.) пребывания в Вене и знакомства там с позитивистской программой Венского кружка.
В 1946—1959 годах профессор (the Grote Professor) философии сознания и логики (the Philosophy of Mind and Logic) в Университетском колледже Лондона (англ. University College London). Затем перешёл в Оксфордский университет, где в 1959—1978 годах Wykeham профессор логики. Член совета оксфордских Нью-колледжа (1959—1978), Вулфсон-колледжа (1978—1983).
В 1951—1952 годах возглавлял Аристотелевское общество (Aristotelian Society). Избран членом Британской академии в 1952 году, с 1959 года — заслуженный профессор[чего?]. Член Международной философской академии. Иностранный почётный член Американской академии искусств и наук (1963).
Являлся первым вице-президентом Британской гуманистической ассоциации и в 1965—1970 годах её президентом.
В 1970 году ему было даровано рыцарское звание.
Был болельщиком футбольного клуба «Тоттенхем Хотспур».

## Философия
Философские взгляды Айера сформировались на основе неореализма Рассела, австрийского неопозитивизма и британской традиции эмпиризма.
Пропагандист идей Венского кружка, в поздних работах для Айера характерна тенденция к лингвистической философии.
Различал предложения аналитические (априорные) и синтетические (эмпирические). Физические объекты он понимал как логические конструкции из «чувственных данных» (см. неореализм).
В теории познания разрабатывал понятие верификации.
Айер различает «сильный» и «слабый» принципы верификации, высказывание (statement) и пропозицию (proposition). «Пропозиция верифицируема в сильном смысле термина, — пишет он, — если и только если ее истинность может быть окончательно установлена на опыте.
Но она верифицируема в слабом смысле, если опыт может снабдить ее вероятностью».
По мнению Айера, из этого принципа следовало, что предложения метафизики, теологии, эстетики и этики буквально бессмысленны и потому не могут быть ни истинными, ни ложными.
все метафизические утверждения бессмысленны
Он считал, что религиозные утверждения о существовании Бога не истинны и не ложны, а лишены значения.
Это — метафизические псевдо-утверждения. Точно так же лишён значения и атеизм, утверждения которого («Бог не существует») зависят от религиозных утверждений.
В то же время этические и эстетические суждения, а также некоторые суждения религиозного характера могут иметь «эмотивную» нагруженность, являясь выражением внутреннего мира высказывающих их людей, то есть составляют предмет психологии.

## Сочинения
- «Язык, истина и логика» (1936; Language, Truth and Logic) Язык, истина и логика = Language, Truth and Logic / Пер. с англ. В. А. Суровцева, Н. А. Тарабанова / Под общей ред. В. А. Суровцева. — М.: «Канон+» РООИ «Реабилитация», 2010. — 240 с. — 1000 экз. — ISBN 978-5-88373-180-5.
- «Основания эмпирического знания» (1940; The Foundations of Empirical Knowledge)
- «Мышление и значение» (1947)
- «Проблема знания» (1956; The Problem of Knowledge)
- «Понятие личности и другие эссе» (1963; The Concept of a Person and Other Essays)
- «Человек как предмет научного исследования» (1964)
- «Бертран Рассел: философ века» (1967)
- «Происхождение прагматизма» (1968; The Origins of Pragmatism)
- «Рассел и Мур: наследие аналитической философии» (1971; Russell and Moore: The Analytical Heritage)
- «Центральные вопросы философии» (1973; The Central Questions of Philosophy)
- «Философия в XX веке» (1983; Philosophy in the Twentieth Century)
- «Свобода и мораль и другие эссе» (1984; Freedom and Morality and Other Essays)
- «Витгенштейн» (1985; Wittgenstein)
- В 1977 и 1984 годах вышли в свет два тома автобиографии: «Часть моей жизни» (Part of My Life) и «Вторая половина жизни» (More of My Life).
- Айер, А. В защиту эмпиризма // Эпистемология & Философия науки: Научно-теоретический журнал по общей методологии науки, теории познания и когнитивным наукам. — М.: Канон+, 2004. — № 1. — Т. I.
- Айер, А. Я мыслю, следовательно я существую / Перевод и примечания Т. А. Дмитриева // Логос. — 1996. — № 8. — С. 44—51.
- Айер, А. Дж. Философия и наука // Вопросы философии. — 1962. — № 1. — С. 96—105.